# 桐山輝彦
桐山 輝彦（きりやま てるひこ、1927年7月17日 - 2017年5月7日）は、日本の経営者。神戸屋社長、会長を務めた。

## 来歴・人物
大阪府出身。1950年に関西学院大学経済学部を卒業。三井銀行での勤務を経て、1954年に神戸屋に転じ、取締役、常務、専務を経て、1971年に社長に就任し、1991年には会長に就任。
1993年11月に藍綬褒章を受章し、2000年11月に勲四等旭日小綬章を受章。
2017年5月7日、肺炎のために死去。89歳没。